# Phare de Strathy Point
Le phare de Strathy Point (en gaélique écossais : Srathaidh) est un phare qui se trouve dans le village de Strathy (en) (Sutherland), dans le comté de Highland au nord de l'Écosse.
Ce phare était géré par le Northern Lighthouse Board (NLB) à Édimbourg,l'organisation de l'aide maritime des côtes de l'Écosse.

## Histoire
La proposition d'un phare dans cette région de Strathy Point (en) avait déjà été demandé en 1900, mais Trinity House avait alors refusé cette demande. Pourtant les armateurs locaux ont continué à réclamer un feu supplémentaire dans cette région, où un feu temporaire avait été installé pendant la deuxième guerre mondiale. En 1953 cette demande a enfin été acceptée et le phare, construit par P.H. Hyslop de la NLB, a été mis en service en 1958 avec une lumière majeure et une corne de brume. Ce fut la première station construite entièrement électrique. C'est une tour carrée en maçonnerie montée sur un complexe de bâtiments d'un seul étage prévu pour être bien protégé des vents violents. L'édifice est peint blanc et la lanterne, sur la terrasse, est noire.
Le système optique contient deux panneaux de 250 mm focale, tournant autour d'une lampe de 250 watts,donnant une portée maximale de 26 miles. La station a été automatisée en 1997 et surveillée à distance depuis le siège de la NLB d'Édimbourg. Le phare a été désactivé le 2 mars 2012 et la NLB n'ayant plus besoin du phare, celui-ci a été mis en vente. Le 5 avril 2013, la station a été vendue et reconvertie en logements de vacances. Le site est privé et non visitable.
Identifiant : ARLHS : SCO-227 - Amirauté : A3590 - NGA : 3048.

### Lien connexe
- Liste des phares en Écosse